# Pèire Devoluy
Pèire Devoluy (Chastilhon, Francia 27 de junio de 1862-Niza, 6 de marzo de 1932) es el nombre con el cual es conocido el escritor occitano Pau Gros-Long. 
Pertenecía a una familia protestante y fue oficial del ejército francés. Recibió su formación poética en París, en contacto con el simbolismo. Historiador y novelista, fue el capolièr de los jóvenes (1902-09), pero sus esfuerzos por modernizar el Félibrige fracasaron. Durante la revuelta de los viticultores del Languedoc del 1907 contra el gobierno de Georges Clemenceau apoyó a los rebeldes, cosa que lo enfrentaría con Frédéric Mistral y que daría el golpe de gracia al poco prestigio político de los felibres. 
Fue autor de Istòri naciounalo de la Prouvènço e dóu miejour di gaulo (Historia nacional de Provenza y del mediodía galo).